# Kardinalsutnämningar 2007
Kardinalutnämningar 2007
Påven Benedictus XVI utsåg den 24 november 2007 tjugotre nya kardinaler. I samband med konsistoriet lördagen den 24 november mottog de den röda biretten och sin titelkyrka.
1. Leonardo Sandri, född 18 november 1943, titulärärkebiskop av Aemona, utsedd till kardinaldiakon av Santi Biagio e Carlo ai Catinari.
2. John Patrick Foley, född 11 november 1935, titulärärkebiskop av Neapolis, utsedd till kardinaldiakon av San Sebastiano al Palatino.
3. Giovanni Lajolo, född 3 januari 1935, titulärärkebiskop av Caesariana, utsedd till kardinaldiakon av Santa Maria Liberatrice a Monte Testaccio.
4. Paul Josef Cordes, född 5 september 1934, titulärbiskop av Naisso, utsedd till kardinaldiakon av San Lorenzo in Piscibus.
5. Angelo Comastri, född 17 september 1943, ärkepräst av San Pietro in Vaticano, utsedd till kardinaldiakon av San Salvatore in Lauro.
6. Stanisław Ryłko, född 4 juli 1945, titulärärkebiskop av Novica, utsedd till kardinaldiakon av Sacro Cuore di Cristo Re.
7. Raffaele Farina, född 24 september 1933, titulärärkebiskop av Oderzo, utsedd till kardinaldiakon av San Giovanni della Pigna.
8. Agustín García-Gasco Vicente, född 12 februari 1931, ärkebiskop av Valencia, utsedd till kardinalpräst av San Marcello.
9. Seán Baptist Brady, född 16 augusti 1939, ärkebiskop av Armagh, utsedd till kardinalpräst av Santi Quirico e Giulitta.
10. Lluís Martínez Sistach, född 29 april 1937, ärkebiskop av Barcelona, utsedd till kardinalpräst av San Sebastiano alle Catacombe.
11. André Vingt-Trois, född 7 november 1942, ärkebiskop av Paris, utsedd till kardinalpräst av San Luigi dei Francesi.
12. Angelo Bagnasco, född 14 februari 1943, ärkebiskop av Genua, utsedd till kardinalpräst av Gran Madre di Dio.
13. Théodore-Adrien Sarr, född 28 november 1936, ärkebiskop av Dakar, utsedd till kardinalpräst av Santa Lucia a Piazza d'Armi.
14. Oswald Gracias, född 24 december 1944, ärkebiskop av Bombay, utsedd till kardinalpräst av San Paolo della Croce a Corviale.
15. Francisco Robles Ortega, född 2 mars 1949, ärkebiskop av Monterrey, utsedd till kardinalpräst av Santa Maria della Presentazione.
16. Daniel Nicholas DiNardo, född 23 maj 1949, ärkebiskop av Galveston-Houston, utsedd till kardinalpräst av Sant'Eusebio.
17. Odilo Pedro Scherer, född 21 september 1949, ärkebiskop av São Paulo, utsedd till kardinalpräst av Sant'Andrea al Quirinale.
18. John Njue, född 1944, ärkebiskop av Nairobi, utsedd till kardinalpräst av Preziossisimo Sangue di Nostro Signore Gesù Cristo.
19. Emmanuel III Delly, född 6 oktober 1927, kaldeisk-katolsk patriark av Babylon, utsedd till kardinalbiskop (utan titelkyrka).
20. Giovanni Coppa, född 9 november 1925, titulärärkebiskop av Serta, utsedd till kardinaldiakon av San Lino.
21. Estanislao Esteban Karlic, född 7 februari 1926, ärkebiskop emeritus av Paraná, utsedd till kardinalpräst av Beata Maria Vergine Addolorata a Piazza Buenos Aires.
22. Urbano Navarrete Cortés, född 25 maj 1920, ej biskopsvigd, utsedd till kardinaldiakon av San Ponziano.
23. Umberto Betti, född 7 mars 1922, ej biskopsvigd, utsedd till kardinaldiakon av Santi Vito, Modesto e Crescenzia.

Förutom dessa 23 prelater hade Benedictus XVI planerat att utnämna den polske biskopen Ignacy Jeż till kardinal, men denne avled den 16 oktober 2007.